# Edward Winslow

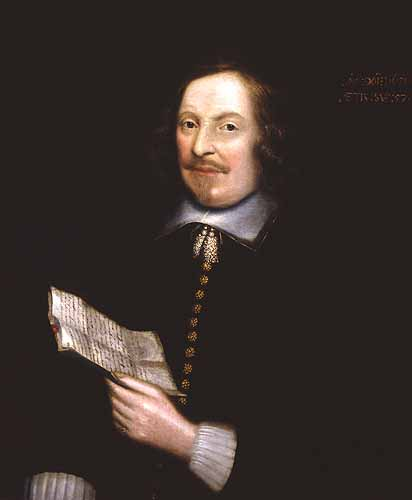
Porträt von Edward Winslow (1651)

Edward Winslow (* 18. Oktober 1595 in Droitwich Spa, Worcestershire, England; † 8. Mai 1655 in der Nähe von Jamaika) war einer der Passagiere der Mayflower, die im Jahr 1620 die Plymouth Colony im heutigen US-amerikanischen Bundesstaat Massachusetts gründeten. Dort wirkte er in der Verwaltung der Kolonie mit und war drei Mal deren Gouverneur.

## Lebenslauf
Als Sohn des Salzhändlers Edward Winslow Sr. erhielt er für damalige Verhältnisse eine gute Ausbildung. Später absolvierte er eine Lehre im Druckerhandwerk. Er schloss sich einer religiösen Gruppe an, die unter dem Namen Separatisten, als eine besonders radikale Sekte innerhalb der Puritaner, bekannt wurde. Da die Puritaner in England verfolgt wurden, musste er 1617 das Land verlassen. Er ließ sich in Leiden in Holland  nieder, wo er 1618 Elizabeth Barker heiratete. In seiner Exilheimat war er, neben führenden Tätigkeiten innerhalb der Puritanergemeinde, unter anderem auch am Druck von Pamphleten und anderen Schriften beteiligt, die sich kritisch mit der englischen Staatskirche und dem damaligen König James I. auseinandersetzten. Als Resultat dieser Aktivitäten wurden er und seine Gesinnungsgenossen von englischen Agenten verfolgt. Schließlich erhielt er im Jahr 1620 die Möglichkeit mit der Mayflower Europa zu verlassen. Damit war er einer von 102 Passagieren des Schiffes, die unter dem Namen Pilgerväter bekannt wurden. Diese gehörten der gleichen Glaubensgemeinschaft wie Winslow an.
Die Pilgerväter gründeten die Plymouth Colony, die anfänglich nur unter allergrößten Schwierigkeiten überleben konnte. Den Entbehrungen und Krankheiten fiel im Jahr 1620 auch Winslows erste Frau zum Opfer. Bald darauf heiratete er Susanna White, die ebenfalls der Gruppe der Glaubensbrüder aus Leiden angehörte. Die Hochzeit war die erste in der neuen Kolonie. Aus der Ehe gingen fünf Kinder hervor, darunter der Sohn Josiah, der zwischen 1673 und 1679 ebenfalls Gouverneur der Kolonie werden sollte. In den folgenden Jahren übernahm Edward Winslow eine immer wichtiger werdende Rolle in der Führung der Kolonie. Er suchte den Kontakt und die Freundschaft zu den Eingeborenen und traf sich zu diesem Zweck mit Massasoit dem Anführer des Wampanoag Stammes. Durch Verhandlungen gelang es das Gebiet der Kolonie zu vergrößern. Winslow unternahm auch Expeditionen in die Umgebung und entlang des Connecticut Rivers. Darüber hinaus wurde er diplomatisch tätig und vertrat die Interessen der Kolonie und zeitweise auch die der Massachusetts Bay Colony gegenüber dem Mutterland England. In den Jahren 1633–34, 1636–37 und 1644–45 übte er das Amt des Kolonialgouverneurs der Plymouth Colony aus. Im Jahr 1643 gehörte er auch einem militärischen Ausschuss der vereinten Kolonien Neuenglands an, der sich mit den zunehmenden Spannungen mit den Eingeborenen befasste. Nach dem Ausbruch des Englischen Bürgerkriegs kehrte Winslow im Jahr 1646 für längere Zeit nach England zurück, wo er Oliver Cromwell unterstützte. Zu einer ursprünglich geplanten Rückkehr in die Plymouth Colony kam es nicht mehr. Für einige Zeit lebte er in Clapham, in Surrey in der Nachbarschaft von puritanischen Händlern. Diese unterstützen Winslows Plan Missionare für die Bekehrung der amerikanischen Indianer zu rekrutieren. In den Jahren 1654 bis 1655 war Winslow an einer erfolgreichen Marine Mission der englischen Flotte gegen die Spanier in der Karibik beteiligt. Von diesem Einsatz sollte er nicht mehr zurückkehren. Er erkrankte an einem Fieber und starb am 8. Mai 1655 in der Nähe von Jamaika.